# Accentuació del grec antic
L'accentuació del grec antic es caracteritza per tenir tres accents: agut (´), greu (`) i circumflex (῀) que indiquen l'elevació de la veu de la vocal accentuada.
L'accent agut pot col·locar-se en una vocal breu o llarga en posició final, penúltima o avantpenúltima, mentre que el circumflex només pot anar en una vocal llarga en posició final o penúltima. L'accent greu, d'altra banda, només pot anar en posició final, és el resultat d'una modificació de l'accent agut davant d'un mot no enclític. El segle xvii, els alumnes de Port-Royal aprenien aquest vers per aprendre els principis bàsics de l'accentuació del grec antic:
L'agut pot a tres llocs estar,
sobre breu o llarga, tant hi fa.
El circumflex una llarga estima
al final o a la penúltima.
El greu només al final és vist
per al discurs i per a l'agut.

## Terminologia

### Posició de l'accent dins el mot
Per raó de la llei de limitació, l'accent agut només pot anar sobre una de les tres últimes vocals d'un substantiu. Un mot que dugui accent agut a l'última síl·laba s'anomena oxíton. Un mot que el dugui a la penúltima és paroxíton, i si el duu a l'avantpenúltima s'anomena proparoxíton.
També segons la llei de limitació, l'accent circumflex només pot col·locar-se sobre una de les dues últimes vocals d'un mot. Si el duu a l'última síl·laba s'anomena perispomeni, si és a la penúltima síl·laba s'anomena properispomeni.
L'accent greu només pot anar a l'última vocal, aquest tipus de mots s'anomenen barítons.
Es parla d'accent recessiu quan l'accent es desplaça com més lluny possible del final del mot quan ho permet la llei de limitació i el nombre de síl·labes del mot.
| Accent     | Síl·laba       | Mot            |
| ---------- | -------------- | -------------- |
| Agut       | Final          | Oxíton         |
| Agut       | Penúltima      | Paroxíton      |
| Agut       | Avantpenúltima | Proparoxíton   |
| Greu       | Final          | Baríton        |
| Circumflex | Final          | Perispomeni    |
| Circumflex | Penúltima      | Properispomeni |

### Llargària o quantitat vocàlica
L'accentuació del grec antic depèn en gran manera de la llargària de les vocals i dels diftongs.
En grec antic les vocals i els diftongs poden ser breus o llargs. La llargària d'una vocal és una qualitat intrínseca d'aquesta vocal, que no pot, generalment, deduir-se a partir del context en què apareix, i pot permetre distingir dos mots que altrament serien homòfons.
La noció de llargària vocàlica (o quantitat vocàlica) no s'ha de confondre amb llargària sil·làbica (o quantitat sil·làbica). Alguns autors qualifiquen les vocals breus com a vocals breus per natura, les vocals llargues com a vocals llargues per natura, les vocals breus en síl·labes breus com a vocals breus per posició i les vocals breus en síl·labes llargues com a vocals llargues per posició. No cal, però, confondre's amb aquesta terminologia desviada, sinó fer la distinció entre llargària vocàlica i llargària sil·làbica simplement.
De cara a l'accentuació, una vocal o un diftong breu pot ser àton o dur un accent agut o greu, una vocal o un diftong llarg pot ser àton o dur un accent agut, greu o circumflex. Cal tenir en compte que un accent agut o greu sobre una vocal o sobre un diftong llarg no té el mateix valor fonètic i fonològic que un accent agut o greu sobre una vocal o sobre un diftong breu.
Quant a les vocals, l'èpsilon (ε) i l'òmicron (ο) són sempre breus (a l'ortografia normalitzada feta servir a partir de l'època clàssica), i l'eta (η) i l'omega (ω) són sempre llargues, mentre que l'alfa (α), la iota (ι) i l'ípsilon (υ) poden ser tant llargues com breus.
De cara a l'accentuació, els diftongs (αι, αυ, ευ, οι, υι, et ᾳ, ῃ, ῳ, ᾱυ, ηυ, ωυ) i pseudodiftongs (ει, ου) es consideren llargs, tret de αι i de οι en posicions finals, que es consideren llargs quan corresponen a la tercera persona del singular de l'optatiu o d'un locatiu, sinó, es consideren breus. Tot i així no sembla que els diftongs αι i οι es pronunciessin de manera diferent a l'època clàssica segons si fossin llargs o breus, ja que tots els diftongs es consideren generalment llargs en la poesia clàssica.

### Llargària sil·làbica
La llargària sil·làbica intervé només en algunes regles d'accentuació. Una síl·laba és llarga quan conté una vocal (o un diftong) llarg o quan aquella vocal és seguida de diverses consonants o d'una consonant doble (ζ, ξ o ψ). Una síl·laba és breu quan conté una vocal (o un diftong) breu seguida de cap consonant o d'una consonant simple. Quan una vocal breu és seguida d'una oclusiva seguida d'una líquida, la síl·laba pot ser breu o llarga.

## Lleis d'accentuació per a mots aïllats
Un mot quan es troba sol, sense cap altre mot proper, només pot dur un únic accent: l'agut o el circumflex.

### Llei de limitació
Si la vocal final és breu, pot haver-hi un accent agut a l'avantpenúltima, un accent agut o circumflex a la penúltima (agut només si és breu) o un accent agut al final.
Si la vocal final és llarga, pot haver-hi un accent agut a la penúltima, o un accent agut o circumflex al final. Una avantpenúltima síl·laba només pot tenir un accent agut si la vocal final és breu, si la vocal final és llarga, l'accent només pot col·locar-se al final o a la penúltima. De la mateixa manera, una penúltima síl·laba només pot tenir un accent circumflex si la vocal final és breu.
La llei de limitació, que s'aplicava a l'antiguitat, pot tenir excepcions quan la final va allargar-se més tard per metàtasi de quantitat. D'altra banda, en certes declinacions hi ha excepcions a la llei de limitació que s'expliquen per l'analogia dels altres casos.
Finalment, els mots compostos amb -κερως, -ερως, -γελως, -γηρως són generalment proparoxítons. Aquesta accentuació pot quedar explicada per l'analogia dels mots la final dels quals s'ha allargat, o per l'aplicació tardana d'una regla que accentua l'última vocal del penúltim element dels mots compostos.
Exemples:
γέλοιος (ridícul) i γελοίως (ridículament)
σύμμαχος (un aliat) i συμμάχου (d'un aliat)
ἵλεως és una excepció que s'explica pel fet que la vocal final va allargar-se més endavant, després de l'aplicació de la llei de limitació (la forma arcaica era *ἵληος, per contra, el genitiu ἵλεου s'explica per analogia del nominatiu (s'espera, de fet, *ἱλέου per metàtasi de la forma arcaica *ἱλήοο.
El genitiu plural femení ἐλευθέρων s'explica per l'analogia del masculí-neutre (s'espera de fet *ἐλευθερῶν per contracció de la desinència jònico-àtica no contracta -έων.
φιλό-γελως no obeeix la llei de limitació.